# Kanabec County
Kanabec County er et amt i den amerikanske delstat Minnesota. Amtet ligger i den centrale del af delstaten og grænser op til Aitkin County i nord, Pine County i øst, Chisago County i sydøst, Isanti County i syd og mod Mille Lacs County i vest.
Kanabec Countys totale areal er 1 381 km² hvoraf 22 km² er vand. I 2000 havde amtet 14.996 indbyggere. Amtets administration ligger i byen Mora.
Amtet har fået sit navn efter den indianske betegnelsen for floden Snake River Kanabecosippi eller Ginebigo-ziibi som løber igennem amtet.
45°57′N 93°18′V / 45.95°N 93.3°V